# Spiropagurus elegans
Spiropagurus elegans is een tienpotigensoort uit de familie van de Paguridae. De wetenschappelijke naam van de soort is voor het eerst geldig gepubliceerd in 1881 door Miers.